# Pietro Calepio (1762-1834)
Pietro Aloisio Andrea Calepio (Calepio, 30 novembre 1762 – 15 febbraio 1834) è stato un politico italiano.

## Biografia
Pietro Calepio nacque a Castelli Calepio da Galeazzo della famiglia comitale dei Calepio e Teresa Rasini. Poco si conosce dei suoi studi e degli anni giovanili. 
Sposò Teresa Stampa Soncino di origine milanese, dalla quale ebbe sei figli: Francesco, Giulio Gaetano, Cesare Giuseppe Aloisio, Trussardo Giulio e Galeazzo. Alla sua morte la salma fu posta nella cappella Calepio del castello della famiglia.
La dominazione della Serenissima sulla città orobica da più di tre secoli, con alcune imposizioni eccessive nonché la tassazione troppo esosa, aveva creato nel tempo un crescere di malumori tra gli abitanti della città. Il giovane Calepio si lasciò facilmente infervorire dalle nuove idee liberali che si sentivano in città. Sul territorio erano presenti due logge massoniche che seguivano le nuova idee rivoluzionarie. Di queste due l'Unione aveva come membri Giordano Alborghetti, Marco Alessandri e il Calepio..
Il Calepio, da subito attivista, ospitò nella sua abitazione, alcuni massoni milanesi e nel 1795 si recò a Genova per ‘’vedere i francesi’’. Quando l'anno successivo i francesi entrarono in Milano e poi il 13 marzo a Bergamo, Pietro si trovò tra i 24 che formarono il nuovo consiglio cittadino dopo aver allontanato il podestà Alessandro Ottolini.

Assunse incarichi di responsabilità essendo tra gli otto municipafisti del Comitato di difesa attivi il 24 maggio, fu tra i membri eletti nel comitato di difesa e dal 30 maggio sempre del 1796 eletto quale rappresentante della difesa generale e di polizia con l'incarico di mantenere i contatti con i militari milanesi e francesi, fra questi il colonnello Landriuex, predisponendo l'entrata in Lombardia della città orobica. Per questo fu contattato già il 13 marzo a unirsi e a fare conoscenza con i patrioti milanesi. Era d'invito a questa unione il messaggio che gli fu inviato il 9 maggio da Marco Alessandri.
I francesi apprezzarono il suo lavoro e quando fu istituita la Repubblica Cisalpina fu nominato membro del Comitato militare con regolare compenso. Il 9 luglio fu incaricato di far parte del Corpo legislativo che richiedeva una nuova organizzazione. Nel settembre del medesimo anno fu mandato in Spagna con un compenso di 64.000 lire in qualità di ministro. Capelio restò a Madrid dal 20 dicembre fino alla primavera del 1799. Durante la sua permanenza ottenne il riconoscimento della Repubblica Cisalpina da parte del governo spagnolo.
Non fu da tutti apprezzato il suo lavoro tanto che da alcuni fu definito ex noble imbecille, ma questo non impedì che nel 1799 venisse nominato Ministro degli Esteri sostituendo Ambrogio Birago. Mentre faceva tappa a Parigi di ritorno da Madrid ricevette la notizia dell'invasione austro-russa di Bergamo. Dopo il Colpo di Stato del 18 brumaio  si riaccesero le speranze di una soluzione italiana dalla liberazione dell'Austria e il 2 dicembre con Lorenzo Mascheroni, il Calepio si presentò al nuovo governo francese avendo le più grandi rassicurazioni, circa la liberazione di Bergamo dall'occupazione austriaca.
Pietro trasferì la sua residenza a Milano, e trovandosi ad essere tra i dodici membri del dipartimento del Serio, si recò ai Comizi di Lione, ricevendo la nomina a membro del Collegio elettorale dei possidenti con la partecipazione alla prima seduta dal 16 al 22 maggio 1802 a Milano. Fu quindi eletto nel nuovo Corpo legislativo per un bienno, fino a quando fu rimosso ma unicamente per sorteggio, come imponeva la regola. Libero da questi incarichi si trasferì a Parigi dove voleva seguire l'educazione scolastica dei figli, fu quindi partecipe all'incoronazione di Napoleone Bonaparte il 2 dicembre 1804. Fu tra i firmatari del primo Statuto costituzionale del Regno d'Italia.
La sua presenza però non era da tutti benvista, Francesco Melzi d'Eril e Eugenio di Beauharnais lo ritenevano usuraio, prestava infatti denaro all'interesse del 20 e 30% e quando nel 1808 propose la sua condidatura a senatore, non ne fu eletto. Ottenne però alcune riconoscenze, infatti Carlo Giusto de Torresani Lanzfeld, direttore della polizia austriaca, lo citerà nel 1831 come alter ego del principe Eugenio nella gran Maestranza.
Negli anni dal 1810 al 1811, fu presidente alle sedute con Collegio dei possidenti del dipartimento del Serio. Fra i riconoscimenti fu insignito della Legion d'onore e del titolo di cavaliere dell'Ordine della Corona ferrea. L'ultimo suo atto fu chiedere conferma del titolo comitale della sua famiglia al governo austriaco.
Ritiratosi a vita privata morì a Milano, ma la sua salma fu traslata nel castello di proprietà della famiglia Calepio.